# Milícia do Templo
A Milícia do Templo (em latim: Militia Templi), também chamada Ordem dos Pobres Cavaleiros de Cristo (em latim: Christi Pauperum Militum Ordo), é uma associação privada de fiéis católicos, fundada em 1979 e canonicamente erigida conforme os cânones 298, 299, 312, 321, 322 e 323 do Código de Direito Canônico de 1983.
A congregação tem como carisma a preservação, o uso e a divulgação da "forma extraordinária do rito romano" como "rito próprio" da congregação, como uma ferramenta válida para resistir à agressão que a mentalidade contemporânea continuamente traz contra a religião e a moralidade por meio do ateísmo, modernismo e do agnosticismo.
Considera este carisma como a concretização perfeita dos fins estatutários (cf. Constituições, art. 3, § 1 º), que identifica um dos objetivos particulares da Militia no “cuidado da Liturgia, segundo a Tradição e o Magistério”, bem como encontra sua força na espiritualidade de São Bernardo de Claraval e, em particular em seu "Liber ad milites templi de laude novae militiae [es]" e o tratado "De Præbeto et Dispensatione". Deste modo, tem por finalidades o cuidado da liturgia e oração diária ao Ofício Divino, o estudo aprofundado da espiritualidade e da cultura da cavalaria cristã, o atendimento aos peregrinos através da construção de “pellegrinai” (albergue para peregrinos) e demais instalações, bem como o apoio moral e material do próximo, em particular dos cristãos na Terra Santa e a promoção da educação dos jovens, segundo o método do Movimento Escoteiro Católico. 
A Militia Templi, portanto, confirma seu compromisso com a defesa e manutenção da tradição litúrgica tridentina como uma riqueza da Igreja, segundo o ensinamento constante do Magistério e de acordo com a vontade expressa várias vezes por São João Paulo II (cf. Carta Apostólica “Dominicæ Cenæ” de 24 de fevereiro de 1980, Motu Proprio “Ecclesia Dei adflicta” de 2 de julho de 1988, discurso ao Plenário da Congregação para o Culto Divino de 28 de setembro de 2001) e pelo Papa Bento XVI em seu Motu Proprio “Summorum Pontificum” de 7 de julho de 2007.
Esta ordem religiosa de direito pontifício está anexada ao motu proprio Ecclesia Dei de 1988, por manter a celebração da liturgia segundo a forma tridentina do rito romano. A congregação está, portanto, sob a autoridade da Pontifícia Comissão Ecclesia Dei que supervisiona as comunidades tradicionalistas que permaneceram fiéis a Roma. 
A Militia Templi mantém a Fundação Jacques de Molay, para obras templárias e caritativas; a Academia São João, promotora de estudos e pesquisas sobre a Ordem do Templo e sobre as demais ordens militares; a Editora La Magione, responsável pelas publicações da Militia Templi (Boletim, revista, anuário, breviário, etc.) e dos órgãos pertencentes à ela; e o Grupo Escoteiro de Val d'Elsa "Alberto d'Albertis", integrado ao Movimento Escoteiro Católico.
Em 13 setembro de 1989, o papa João Paulo II, por meio da Penitenciária Apostólica da Santa Sé, concedeu in perpetuum uma série de indulgências plenárias para os feitos mais distintos da vida dos cavaleiros, demais membros da Militia Templi e para os fiéis que visitam a Igreja Magistral.
Na Hungria, as atividades da Militia Templi foram aprovadas pela Conferência Nacional dos Bispos da Hungria em 8 de setembro de 1999.
A nova Constituição da Militia Templi foi promulgada em 24 de junho de 2015 pelo Arcebispo de Siena.
Em 2020, as atividades da Militia Templi foram reconhecidas pela Conferência Episcopal Espanhola. 

## História

### Antecedentes
A Ordem do Templo, foi fundada entre 1118 e 1119, em Jerusalém para proteger os peregrinos e a Terra Santa, por Hugo de Payens, com o apoio de mais 8 cavaleiros, dentre eles, os frades portugueses Gondemaro e Arnaldo da Rocha, além do rei Balduíno II de Jerusalém, que os acolheu em seu palácio em uma das esplanadas do Templo de Salomão.
O rei Balduíno II de Jerusalém deu à Ordem algumas dependências localizadas junto às ruínas do Templo de Salomão, daí o nome "templários" para os cavaleiros que combinavam o ideal de vida do cavaleiro cristão monástico e guerreiro.
A Ordem foi suspensa pelo papa Clemente V em 1312, sob a uma série de falsas acusações lançadas pelo monarca francês Filipe IV, o Belo. Contudo, durante o Concílio de Vienne, Clemente V, pela bula Vox in excelso, declarava que o processo não havia comprovado a acusação de heresia, porém, afirma que, pelo bem da Igreja, a Ordem deveria ser suprimida ou remodelada. Em 1308 Clemente V absolvera secretamente o último grão-mestre, Jacques de Molay, Raimbaut de Caron, Guy d'Auvergnie [en], Geoffroy de Gonneville [fr], Hugo de Pairaud [en], além dos demais líderes dos templários, das acusações feitas pela Inquisição, através da ata que ficou popularmente conhecida por Pergaminho de Chinon.
Porém, várias organizações se formaram ao longo dos séculos seguintes, autodenominando-se "Cavaleiros Templários", declarando-se sucessoras da antiga ordem, dando início a um fenômeno chamado neotemplarismo, não obstante, são todas ilegítimas, vez que compete somente à Santa Sé reabilitar a dita ordem, mais ainda, de acordo com a previsão contida na bula Vox in excelso, todo católico que, por quaisquer meios, “tentar criar, receber ou usar seu hábito ou passar-se por templário”, ocorre em excomunhão latæ sententiæ.

### Atualmente
A Militia Templi foi fundada pelo conde Marcello Alberto Cristofani della Magione, em 21 de setembro de 1979, sob a égide da legislação civil italiana. Em 8 de setembro de 1988, a Constituição e as Regras de Cavalaria foram aprovadas pelo arcebispo de Siena, Mario Jsmaele Castellano [it], com a denominação Militia Templi, com referências explícitas à antiga Ordem Templária.
Em 24 de novembro de 1989, Mario Jsmaele Castellano aprovou algumas modificações nas Constituições, e em 18 de novembro de 1990 o arcebispo de Siena Gaetano Bonicelli [it] aprovou a Regra com o título “Regra dos Pobres Cavaleiros de Cristo da Ordem da Milícia do Templo”, extraída da antiga Ordem Templária e através de uma adaptação moderna da regra escrita por São Bernardo de Claraval. Em 24 de junho de 2015 houve aprovação de nova constituição, desta vez pelo novo arcebispo de Siena, Antonio Buoncristiani [it], passando a estar sob observação pela Santa Sé.
O reconhecimento da Militia Templi pela Santa Sé resta evidente na publicação eclesiástica oficial de 1997, no volume IX, do Dizionario degli Istitut di Perfezione (Dicionário dos Institutos de Perfeição), publicado pela Edições Paulinas, descrevendo, no Capítulo III “A Restauração dos Templários”, esta associação privada de fiéis como a única que atualmente poderia ser considerada sucedânea da antiga Ordem Templária.
Em janeiro de 2019, a Militia Templi foi incluída na Congregação para a Doutrina da Fé, órgão da Santa Sé encarregado da vigilância, promoção e proteção dos institutos e congregações dela dependentes.

## Organização

### Governança
A Militia Templi é regida por sua constituição e demais legislações extravagantes.
O grão-mestre é o chefe da Ordem e detentor do título de duque da Milícia do Templo. É eleito a cada quinquênio pela Consulta Magistral, também conhecida por Capítulo dos Treze Cavaleiros da Justiça, sob o título "Por graça de Deus Clementíssimo, Grão-Mestre dos Pobres Cavaleiros de Cristo e Duque da Milícia do Templo" (artigo X da constituição).
O Capítulo Geral é composto por cavaleiros e damas e possui função legislativa. (artigo XI da constituição).
O Capítulo da Cavalaria e Justiça é o órgão fiscalizador e disciplinador (artigo XII da constituição).
O Conselho Magistral do Grão-Mestre é o órgão responsável pela formulação da política de governo (artigo XIV da constituição).
Os órgãos centrais são apoiados por 5 Dicastérios para a implementação dos propósitos da Milícia: a Prelazia; a Lugar-Tenência pela administração da disciplina, convocar e regular a eleição do novo grão-mestre; o Preceptorado Magistral, conhecido por Capitania, é responsável pela formação ideal e cavalheiresca; a Chancelaria Magistral pelo governo, administração e coordenação geral e; a Governadoria, para a manutenção da Sé Magistral e a conservação do patrimônio.

### Fundação Jacques de Molay
Em 2018, a Fundação Jacques de Molay, em parceria com o Instituto Verbo Encarnado e em conjunto com a Fundação Pontifícia Ajuda à Igreja Que Sofre e a Associação Católica de Bem-Estar do Oriente Próximo iniciou a reconstrução da cidade cristã de Caramles [es], localizada na planície de Nínive [es], no norte do Iraque, que foi destruída pelo Estado Islâmico. A Fundação Jacques de Molay comprometeu-se na reforma do saneamento básico da cidade, além da reconstrução de moradias para 200 famílias cristãs que foram obrigadas a se refugiar por conta do terrorismo jihadista islâmico.

### Divisões territoriais
A Militia Templi atualmente é dividida em cinco preceptorados e três legações magistrais. Os cinco preceptorados são:
I - Preceptorado do Estados Unidos da América e Canadá, responsável pelo Panamá e por Porto Rico.
II - Preceptorado da Espanha, responsável por Portugal, Andorra e América Latina.
III - Preceptorado da Itália, responsável por São Marino, Malta, Chipre e partes da Suíça.
IV - Preceptorado da Alemanha e Áustria, responsável por Luxemburgo, Liechtenstein, Bélgica, Países Baixos e partes da Suíça.
V - Preceptorado da Hungria e Romênia, responsável pelo leste europeu.
As três Legações Magistrais são:
I - Legação Magistral do Reino Unido e Irlanda.
II - Legação Magistral da Polônia.
III - Legação Magistral da Austrália.
Aos Preceptores compete chefiar a Militia Templi em âmbito nacional, já os Priorados e Comendas, atuam em âmbito local. A Legação Magistral é uma representação extraordinária chefiada por um Legado Magistral nomeado diretamente pelo Grão-Mestre, e subordinado somente a ele.

### Membros
É admitido membros tanto leigos, como ordenados, homens ou mulheres, solteiros ou casados, que estejam dispostos a pôr em prática os seus ideais de serviço à Igreja e ao próximo, em filial obediência ao Romano Pontífice e aos Bispos em comunhão com ele, conforme o carisma da Militia Templi, desde que não incursos nas sanções canônicas contidas no §1 º do cânones 316 e 1374 do Código de Direito Canônico de 1983 e demais previsões atinentes.
Cânone 316: § 1°. Quem publicamente tiver rejeitado a fé católica ou abandonado a comunhão eclesiástica ou incorrido em excomunhão aplicada ou declarada, não pode ser recebido validamente em associações públicas.
(...)

Cânone 1374: Quem der o nome a uma associação, que maquine contra a Igreja, seja punido com pena justa; quem promover ou dirigir tal associação seja punido com interdito.
Os membros na Militia Templi são divididos em três categorias:
- Cavaleiros com Profissão Solene: são os que se consagraram a com a investidura e a promessa de observar os três votos evangélicos clássicos: pobreza, obediência e castidade, juntamente com o testemunho público da fé (quarto voto);

- Cavaleiros de Obediência (ou não professos): são aqueles que com a investidura compromete-se a lutar pela perfeição da vida cristã;

- Cavaleiros de Devoção: conhecidos como Oblatos;

- Damas: as mulheres que, mantendo sua condição, desejam colaborar de várias formas com a Milícia, sempre sob a autoridade do Grão-Mestre;

- Escudeiros: conhecidos como Donatos, são homens e mulheres que, por sua pouca idade e inexperiência, não se consideram aptos para um compromisso definitivo, atuam nas fileiras da Milícia emitindo apenas um voto temporário, a ser renovado a cada três anos.

Para ser admitido à profissão e à investidura, o noviciado deve durar pelo menos um ano e o noviço ter no mínimo 21 anos de idade.
Os adultos que, embora compartilhando seus ideais, não podem ou não desejam se comprometer com a "regra" também podem ser apegados à Milícia; são cooptados como capelães (bispos e padres) ou como "condecorados" (benfeitores), ou inscritos como amigos.
A regra apenas prescreve a recitação comunitária das Vésperas (os Cavaleiros com Profissão Solene são obrigados a recitação diária do Breviário Romano), mas estuda-se também a possibilidade de construir casas para a vida conventual.

### Oficiais Religiosos

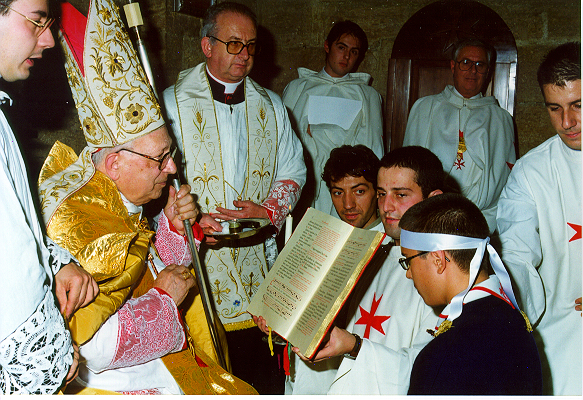
Cardeal Antonio Innocenti durante o sacramento da Crisma no rito extraordinário na Igreja Magistral, no Castello della Magione. (À esquerda do Cardeal Antonio Innocenti está o Cardeal Silvano Piovanelli, pertencente à Arquidiocese de Siena e Prelado da Milicia Templi; à sua esquerda está dom Andrea Cappelli [★1977 - †2018], Chanceler da Milicia Templi, juntamente com seu Grão-Mestre).

#### Cardeal Patrono
O Cardinalis Patronus é um cardeal nomeado pelo Papa, para promover os interesses espirituais da Militia, de seus membros e suas relações com a Santa Sé.
- Dom Silvio Oddi (1 º Cardeal Patrono)

- Dom Édouard Gagnon (2 º Cardeal Patrono)

- Dom Alfons Maria Stickler (3 º Cardeal Patrono)

- Dom Philip Lawrence[30] (4 º e atual Cardeal Patrono)

O Reverendíssimo Dom Philip Lawrence é abade do Mosteiro Beneditino "Cristo no Deserto", localizado no Novo México.
Conforme o último censo levantado 11 bispos e 34 padres estão listados como  capelães honorários .

#### Prelado Geral
A Prelazia é exercida pelo Prelado Geral, nomeado a cada triênio pelo arcebispo de Siena para a formação espiritual e doutrinal. O abade e padre Chirstopher Zielinski O.S.B.Oliv é atualmente o Prelado da Ordem.

## Estrutura

### Insígnia da Milícia
As insígnias da Milícia são: a bandeira, o brasão de armas, o brasão do grão-mestre e o Baussant [it], seu estandarte pessoal, todos compostos da Cruz da Militia Templi, uma cruz vermelha oitavada, símbolo das Oito Bem-Aventuranças do Evangelho, mencionada também na Exortação Apostólica do Papa Francisco, Gaudete et exsultate, de 19 de março de 2018.

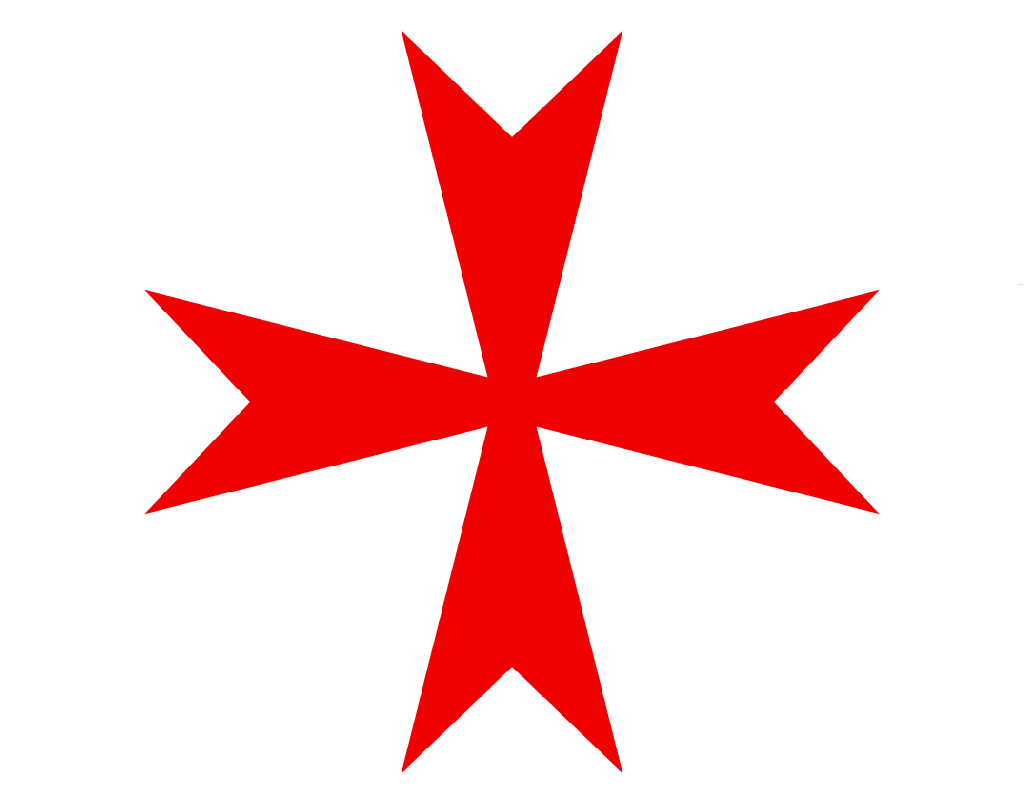
Bandeira da Militia Templi
Brasão de Armas da Militia Templi
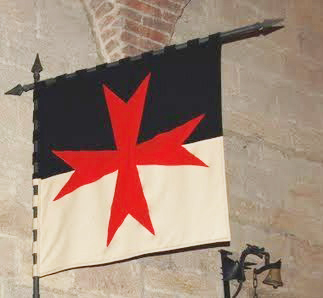
Baussant
Bandeira inoficial da Militia Templi
Baussant inoficial

### Padroeira

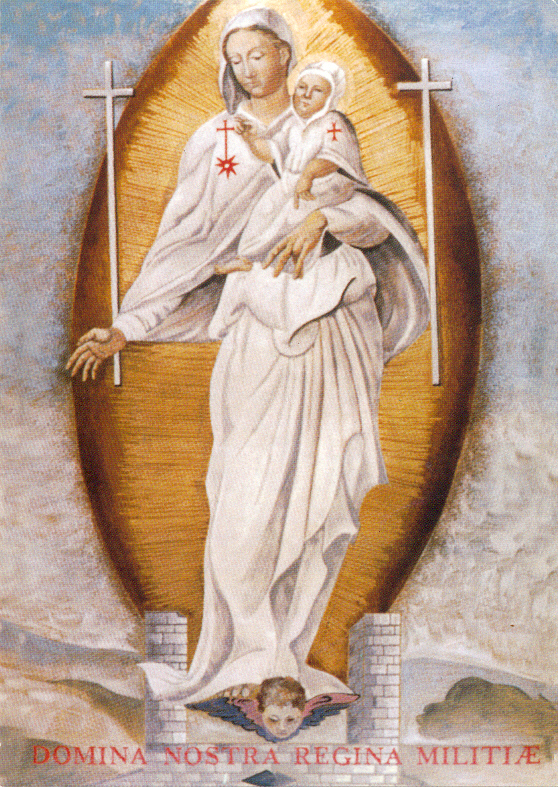
Nossa Senhora Rainha da Milícia

Como congregação católica que é, a Militia Templi tem por padroeira Nossa Senhora Rainha da Milícia.

### Salmo 115.1
A Militia tem por lema o Salmo 115.1: Não para nós, Senhor, mas para a glória do teu Nome.

### Hábito
Os Cavaleiros de Profissão Solene (religiosos) ou de Obediência (seculares) usam, conforme os casos, o hábito branco constituído por uma túnica, um escapulário com uma cruz vermelha octogonal no peito e um manto onde é colocada a mesma cruz no ombro esquerdo; as Damas, um véu branco com a cruz sem a parte superior do braço; os Capelães, uma mozeta branca com rebordo e botões vermelhos e uma cruz octogonal na frente esquerda. Os Oblatos (Cavaleiros e Damas da Devoção) têm um manto cinza com a cruz octogonal vermelha no ombro esquerdo. Os demais membros não possuem hábitos, apenas a condecoração ou o distintivo.

## Sé Magistral

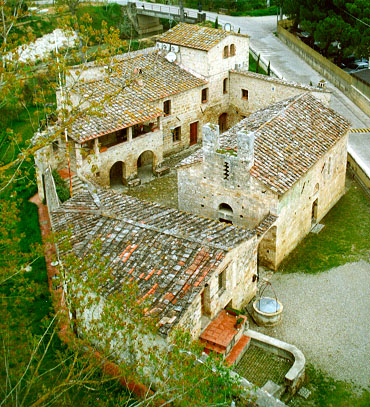
Castello della Magione, quartel-general da Militia Templi

O Castello della Magione em Poggibonsi (Siena) é o quartel-general da Militia Templi. Ele composto de uma igreja, a residência do grão-mestre, os dicastérios com suas respectivas repartições e uma spedale (hospedagem para recepção dos peregrinos). Foi um complexo pertencente aos antigos templários, na cidade de Poggibonsi, na região de Toscana de Itália. Construído no século XI, o castelo foi doado pelos proprietários Gottifredo Arnolfino e Arnolfo di Cristofano aos monges da abadia de São Miguel de Marturi [it], que o confiaram aos Cavaleiros Templários, tornando-se assim um das muitas “Mansões” ou Domus Templi na Via Francígena [es]. Após 1312, o Castello della Magione passou por muitos proprietários, incluindo os hospitalários e os príncipes de Corsini [it], até que, em 1979 foi adquirida pelo conde Marcello Alberto Cristofani della Magione, fundador e grão-mestre da Militia Templi. Anexado ao castelo está a Igreja Magistral São João em Jerusalém, também restaurada, com grande influência da arte cisterciense que é usada diariamente pela Milícia do Templo para a recitação das Vésperas e para a celebração da Missa Tridentina.
A palavra magione em italiano arcaico, significa uma residência como objeto de uma administração bastante complexa, caracterizando funções de gestão econômica, doméstica, agrícola, hospitalidade, etc.

## Lista dos grão-mestres
| N º | Título                                  | Foto | Nome                                      | Posse         | Notas |
| --- | --------------------------------------- | ---- | ----------------------------------------- | ------------- | --- |
| 01  | Grão-Mestre                             |      | Marcello Alberto Cristofani della Magione | 1979–2024     | Nascido em 8 de janeiro de 1940 em Casole d'Elsa, falecido em 25 de agosto de 2024 em Castello della Magione. Desde a mais tenra infância manifestou o desejo de se tornar padre, chegando a frequentar o seminário de Volterra na juventude, posteriormente tornou-se correspondente do jornal Avvenire. Foi cofundador do Grupo Escoteiro Valdelsa Alberto de Albertis e fundador da Militia Templi com o aval da Igreja Católica em 1979, criada com o propósito de desvencilhar a imagem dos templários de grupos anticatólicos, readquirindo e estabelecendo sua sede no Castello della Magione. Foi celibatário durante toda sua vida e ferrenho combatente da islamização europeia. Foi reconhecido pela Gazzeta di Siena, como "ícone da tradição católica italiana". |
|     | Lugar-Tenente do Grão-Mestre ad interim |      | Alessandro Salvestrini                    | 2024–2025     | A Consulta Magistral, reunida no Castello della Magione no sábado, 26 de outubro de 2024, confiou interinamente a liderança da Militia Templi à Lugar-Tenência do Grão-Mestre constituída por Dom Alessandro Salvestrini. |
| 02  | Grão-Mestre                             |      | Andrea Conti                              | 2025–presente | A Milícia do Templo anuncia a eleição de Dom Andrea Conti como novo Grão-Mestre, ocorrida em 22 de março de 2025. |